# Tananarive Due
Tananarive Priscilla Prevista (/təˈnænəriːv ˈdjuː/ tə-NAN-ə-reev DEW) (nascuda el 5 de gener de 1966 a Tallahassee, Florida) es una professora i novel·lista afroamericana estatunidenca.

## Infància, joventut i educació
Due va néixer a Tallahassee, Florida, filla de l'activista dels drets civils Patricia Stephens Due i de l'advocat John D. Previst Jr. La seva mare li va posar el nom en honor d'Antananarivo, la capital de Madagascar.
Due es va graduar en periodisme a l'escola de periodisme Medill de la Northwestern Universitat Medill Escola de Periodisme i va fer un màster en literatura anglesa especialitzat en literatura de Nigèria a la Universitat de Leeds.

## Carrera professional
El 1995 treballava com a periodista i columnista pel Miami Herald quan va escriure la seva primera novel·la, The Bethween. Aquest, com molts dels seus següents llibres, eren del gènere literari sobrenatural. Due també ha escrit The Black Rose, una novel·la històrica sobre Madam C. J. Walker i l'assaig sobre la lluita pels drets civils dels afroamericans Freedom in the Family. També fou una dels col·laboradores de la novel·la humorística Naked Came the Manatee, en la que diversos escriptors de Miami van escriure capítols d'aquesta paròdia de misteri. Due també és l'autora de la sèries de novel·les African Immortals i Tennyson Hardwick.
Due és membre del programa de màster d'escriptura creativa de la Antioch University Los Angeles i és professora d'humanitats de la Universitat de Spelman d'Atlanta.

## Vida personal
Due està casada amb l'escriptor Steven Barnes, amb qui es van conèixer el 1997 durant un congrés literari a la Universitat de Clark, Atlanta. La parella viu amb el seu fill a Los Angeles, Califòrnia.

## Obres

### Novel·les

#### Ficció especulativa
- The Between (1995)
- The Black Rose (2000)
- The Good House (2003)
- Joplin's Ghost (2005)
- Ghost Summer: Stories (2015)

##### SèrieAfrican Immortals
- My Soul to Keep (1997)
- The Living Blood (2001)
- Blood Colony (2008)
- My Soul To Take (2011)

#### Misteris
- Naked Came the Manatee (1996) (hi contribueix)

##### Novel·lesThe Tennyson Hardwick
- Casanegra (2007; amb Blair Underwood i Steven Barnes)
- In the Night of the Heat (2008; amb Blair Underwood i Steven Barnes)
- From Cape Town with Love (2010; amb Blair Underwood i Steven Barnes)
- South by Southeast (2012; amb Blair Underwood i Steven Barnes)

### Contes
- "Like Daughter", Dark Matter: A Century of Speculative Fiction from the African Diaspora (2000)
- "Trial Day", Mojo: Conjure Stories (2003)
- "Aftermoon", Dark Matter: Reading the Bones (2004)
- "Senora Suerte", The Magazine of Fantasy & Science Fiction[8] (2006)
- "The Lake" (2011)
- "Enhancement", Whose Future is It? (2018)[9]

### Altres obres
- The Black Rose, novel·la històrica sobre Madam C. J. Walker[10] (2000)
- Freedom in the Family: A Mother-Daughter Memoir of the Fight for Civil Rights (2003) (amb Patricia Stephens Due)
- Devil's Wake (amb Steven Barnes) (2012)
- Domino Falls (2013)
- Ghost Summer (Col·lecció) (2015)

## Premis i reconeixements
- Nominada pel Bram Stoker Award pel premi a una primera novel·la per The Between
- Nominada pel Bram Stoker Award a la millor novel·la per My Soul to Keep[6]
- Nominada pel NAACP Image Award per l'obra The Black Rose
- Guanyadora del NAACP Image Award per l'obra In the Night of the Heat: A Tennyson Hardwick Novel (amb Blair Underwood i Steven Barnes)[11]
- Guanyadora de l' American Book Award¡¡ for The Living Blood
- 2008 Carl Brandon Kindred Award per la novel·la "Ghost Summer" que va aparèixer a l'antologia The Ancestors (2008)[12]
- 2016 - Guanyadora del British Fantasy Award per la col·lecció de contes Ghost Summer.